# 中国共产党纪律检查机关
中国共产党纪律检查机关，是中国共产党对党员进行纪律检查的部门。在《中国共产党章程》内称为“党的纪律检查机关”，是指“党的中央纪律检查委员会”、“党的地方各级纪律检查委员会”和“基层纪律检查委员会”。党的各级纪律检查委员会的主要任务是：“维护党的章程和其他党内法规，检查党的路线、方针、政策和决议的执行情况，协助党的委员会加强党风建设和组织协调反腐败工作。”因此，各级纪委接受同级党的委员会的领导、管理；同时接受上级纪委的业务指导。行政实践中，又与党委、人大、政府、政协合称为五大班子。
按照干部管理权限，纪委可以查处同级党委按照权限管辖的干部及下级党委管辖的干部。例如，地级市纪委可以查处市委管辖的处级干部，以及市委下属各个党委、党组管辖的党员、干部；地级市的正厅级、副厅级干部的管理权限属于上级省委，其纪律查处权限也属于上级的省纪委。
2018年起，中华人民共和国各级监察委员会与中国共产党的纪律检查机关合署办公。纪委的级别一般定为比同级党委低半格。例如，地级市纪委是副厅级。各级纪检委实行委员会制，由纪律检查委员会全体会议行使相应权力。在纪委全会闭幕期间，由该纪委常务委员会代行权力。重大事项、重大案件的查处，需要由纪检委常委会按照少数服从多数原则集体决定。

## 内设机构
典型的机构职能完整的纪检委及合署办公的监察局，一般内设下列机构：
- 办公室（厅）
- 研究室（兼法规室）
- 行政监察室
- 党风廉政建设责任制领导小组办公室（预防腐败抓源头）
- 执法监察室（执行党的政策、法规、政府行政命令情况）
- 纠正部门和行业不正之风办公室（纠风办）
- 纪检监察一室（负责下属地方党委政府）
- 纪检监察二室（负责同级党委政府的直属机构）
- 纪检监察三室（负责国企）
- 纪检监察四室（负责研究院所、学校、事业单位）
- 案件审理室（预审、复审、复查、复议、党员申诉、监察工作行政应诉）
- 信访室
- 宣传教育室
- 机关党委（总支）
- 干部人事室（纪委人事管理、下级或派出纪委/纪检组人事管理、系统内老干部工作）
- 申诉复议室
- 农村基层党风廉政建设办公室（农廉室）
- 公开办
- 效能室（国家行政机关及其工作人员影响行政效能的问题和行为）
- 案件管理室（辖域内案件查处情况）
- 优化经济发展环境110投诉中心

## 列表

### 中央纪委
- 中国共产党中央纪律检查委员会

### 中央纪委国家监委派出机构
工作委员会
- 中央纪律检查委员会国家监察委员会中央和国家机关纪检监察工作委员会

纪检监察组
| 纪检监察组                                                               | 纪检监察对象单位 | 纪检监察对象单位数 |
| ------------------------------------------------------------------------ | --- | ------------------ |
| 中央纪律检查委员会国家监察委员会驻国务院办公厅纪检监察组                 | 国务院办公厅、国务院参事室、国家机关事务管理局、国务院港澳事务办公室、国务院研究室、国务院发展研究中心、国家信访局                                                                           | 7                  |
| 中央纪律检查委员会国家监察委员会驻外交部纪检监察组                       | 外交部 | 1                  |
| 中央纪律检查委员会国家监察委员会驻国家发展和改革委员会纪检监察组         | 国家发改委、国家统计局、国家能源局、国家粮食和物资储备局 | 4                  |
| 中央纪律检查委员会国家监察委员会驻教育部纪检监察组                       | 教育部 | 1                  |
| 中央纪律检查委员会国家监察委员会驻科学技术部纪检监察组                   | 科学技术部、中国工程院、国家自然科学基金委员会、中国科协 | 4                  |
| 中央纪律检查委员会国家监察委员会驻工业和信息化部纪检监察组               | 工业和信息化部、国家国防科技工业局、国家烟草专卖局、中国工程物理研究院 | 4                  |
| 中央纪律检查委员会国家监察委员会驻公安部纪检监察组                       | 公安部 | 1                  |
| 中央纪律检查委员会国家监察委员会驻国家安全部纪检监察组                   | 国家安全部 | 1                  |
| 中央纪律检查委员会国家监察委员会驻民政部纪检监察组                       | 民政部、中国残联 | 2                  |
| 中央纪律检查委员会国家监察委员会驻司法部纪检监察组                       | 司法部、中国法学会 | 2                  |
| 中央纪律检查委员会国家监察委员会驻财政部纪检监察组                       | 财政部、全国社会保障基金理事会 | 2                  |
| 中央纪律检查委员会国家监察委员会驻人力资源和社会保障部纪检监察组         | 人力资源和社会保障部 | 1                  |
| 中央纪律检查委员会国家监察委员会驻自然资源部纪检监察组                   | 自然资源部、中国地质调查局 | 2                  |
| 中央纪律检查委员会国家监察委员会驻生态环境部纪检监察组                   | 生态环境部 | 1                  |
| 中央纪律检查委员会国家监察委员会驻住房和城乡建设部纪检监察组             | 住房和城乡建设部 | 1                  |
| 中央纪律检查委员会国家监察委员会驻交通运输部纪检监察组                   | 交通运输部、国家铁路局、中国民航局、国家邮政局 | 4                  |
| 中央纪律检查委员会国家监察委员会驻水利部纪检监察组                       | 水利部 | 1                  |
| 中央纪律检查委员会国家监察委员会驻农业农村部纪检监察组                   | 农业农村部、国家林业和草原局、国务院扶贫办、中国气象局 | 4                  |
| 中央纪律检查委员会国家监察委员会驻商务部纪检监察组                       | 商务部、中国贸促会 | 2                  |
| 中央纪律检查委员会国家监察委员会驻文化和旅游部纪检监察组                 | 文化和旅游部、国家文物局 | 2                  |
| 中央纪律检查委员会国家监察委员会驻国家卫生健康委员会纪检监察组           | 国家卫生健康委、国家中医药管理局、中国老龄协会、中国红十字会、中国计划生育协会 | 5                  |
| 中央纪律检查委员会国家监察委员会驻退役军人事务部纪检监察组               | 退役军人事务部 | 1                  |
| 中央纪律检查委员会国家监察委员会驻应急管理部纪检监察组                   | 应急管理部、国家煤矿安全监察局、中国地震局 | 3                  |
| 中央纪律检查委员会国家监察委员会驻中国人民银行纪检监察组                 | 中国人民银行、国家外汇管理局 | 2                  |
| 中央纪律检查委员会国家监察委员会驻审计署纪检监察组                       | 审计署 | 1                  |
| 中央纪律检查委员会国家监察委员会驻国务院国有资产监督管理委员会纪检监察组 | 国务院国资委 | 1                  |
| 中央纪律检查委员会国家监察委员会驻海关总署纪检监察组                     | 海关总署 | 1                  |
| 中央纪律检查委员会国家监察委员会驻国家税务总局纪检监察组                 | 国家税务总局 | 1                  |
| 中央纪律检查委员会国家监察委员会驻国家市场监督管理总局纪检监察组         | 国家市场监督管理总局、国家知识产权局 | 2                  |
| 中央纪律检查委员会国家监察委员会驻国家体育总局纪检监察组                 | 国家体育总局 | 1                  |
| 中央纪律检查委员会国家监察委员会驻人民日报社纪检监察组                   | 人民日报社、新华社、求是杂志社、光明日报社、经济日报社、中国日报社 | 6                  |
| 中央纪律检查委员会国家监察委员会驻中国科学院纪检监察组                   | 中科院机关及北京、长春、沈阳、上海、南京、广州、新疆、西安、兰州、武汉、成都、昆明分院，合肥研究院、中国科学技术大学、国科控股                                                               | 16                 |
| 中央纪律检查委员会国家监察委员会驻中国社会科学院纪检监察组               | 中国社科院 | 1                  |
| 中央纪律检查委员会国家监察委员会驻中国银行保险监督管理委员会纪检监察组   | 中国银保监会 | 1                  |
| 中央纪律检查委员会国家监察委员会驻中国证券监督管理委员会纪检监察组       | 中国证监会 | 1                  |
| 中央纪律检查委员会国家监察委员会驻最高人民法院纪检监察组                 | 最高人民法院 | 1                  |
| 中央纪律检查委员会国家监察委员会驻最高人民检察院纪检监察组               | 最高人民检察院 | 1                  |
| 中央纪律检查委员会国家监察委员会驻中央办公厅纪检监察组                   | 中央办公厅、中央政法委员会机关、中央政策研究室、国安办、中财办、中央党史和文献研究院、中央档案馆、中央保密办                                                                                 | 8                  |
| 中央纪律检查委员会国家监察委员会驻中央组织部纪检监察组                   | 中央组织部、中央党校、中国浦东干部学院、中国井冈山干部学院、中国延安干部学院、中央机构编制委员会办公室                                                                                       | 6                  |
| 中央纪律检查委员会国家监察委员会驻中央宣传部纪检监察组                   | 中央宣传部、中国文联、中国作协、中国记协、中国外文局、中国出版集团公司、中央网信办、国家广播电视总局、中国政研会、中央廣播電視總台                                                           | 10                 |
| 中央纪律检查委员会国家监察委员会驻中央统一战线工作部纪检监察组           | 中央统战部、国家民委、中央台办、中央社会主义学院、中国藏学研究中心、中国侨联机关、全国台联机关、中国宋庆龄基金会机关、黄埔军校同学会机关、欧美同学会机关、中华职业教育社机关、全国工商联机关 | 12                 |
| 中央纪律检查委员会国家监察委员会驻中央外事工作委员会办公室纪检监察组     | 中央外办、中联部、全国友协、外交学会 | 4                  |
| 中央纪律检查委员会国家监察委员会驻全国人大机关纪检监察组                 | 全国人民代表大会机关 | 1                  |
| 中央纪律检查委员会国家监察委员会驻全国政协机关纪检监察组                 | 中国人民政治协商会议全国委员会机关 | 1                  |
| 中央纪律检查委员会国家监察委员会驻中华全国总工会机关纪检监察组           | 中华全国总工会机关、共青团中央、全国妇联机关 | 3                  |
| 中央纪律检查委员会国家监察委员会驻国家电网公司纪检监察组                 | 国家电网 | 1                  |
| 中央纪律检查委员会国家监察委员会驻中国投资有限责任公司纪检监察组         | 中国投资有限责任公司 | 1                  |
| 中央纪律检查委员会国家监察委员会驻国家开发银行纪检监察组                 | 国家开发银行 | 1                  |
| 中央纪律检查委员会国家监察委员会驻中国进出口银行纪检监察组               | 中国进出口银行 | 1                  |
| 中央纪律检查委员会国家监察委员会驻中国农业发展银行纪检监察组             | 中国农业发展银行 | 1                  |
| 中央纪律检查委员会国家监察委员会驻中国工商银行纪检监察组                 | 中国工商银行 | 1                  |
| 中央纪律检查委员会国家监察委员会驻中国农业银行纪检监察组                 | 中国农业银行 | 1                  |
| 中央纪律检查委员会国家监察委员会驻中国银行纪检监察组                     | 中国银行 | 1                  |
| 中央纪律检查委员会国家监察委员会驻中国建设银行纪检监察组                 | 中国建设银行 | 1                  |
| 中央纪律检查委员会国家监察委员会驻交通银行纪检监察组                     | 交通银行 | 1                  |
| 中央纪律检查委员会国家监察委员会驻中国中信集团有限公司纪检监察组         | 中国中信集团 | 1                  |
| 中央纪律检查委员会国家监察委员会驻中国光大（集团）总公司纪检监察组       | 中国光大集团 | 1                  |
| 中央纪律检查委员会国家监察委员会驻中国人民保险集团股份有限公司纪检监察组 | 中国人民保险集团 | 1                  |
| 中央纪律检查委员会国家监察委员会驻中国人寿保险（集团）公司纪检监察组     | 中国人寿保险 | 1                  |
| 中央纪律检查委员会国家监察委员会驻中国太平保险集团公司纪检监察组         | 中國太平保險 | 1                  |
| 中央纪律检查委员会国家监察委员会驻中国出口信用保险公司纪检监察组         | 中国出口信用保险公司 | 1                  |

### 军委系统纪检机关
- 中央军事委员会纪律检查委员会
  - 中央军委纪律检查委员会办公厅

### 各省级行政区纪委
1. 中国共产党北京市纪律检查委员会
2. 中国共产党天津市纪律检查委员会
3. 中国共产党河北省纪律检查委员会
4. 中国共产党山西省纪律检查委员会
5. 中国共产党内蒙古自治区纪律检查委员会
6. 中国共产党黑龙江省纪律检查委员会
7. 中国共产党吉林省纪律检查委员会
8. 中国共产党辽宁省纪律检查委员会
9. 中国共产党上海市纪律检查委员会
10. 中国共产党江苏省纪律检查委员会
11. 中国共产党浙江省纪律检查委员会
12. 中国共产党安徽省纪律检查委员会
13. 中国共产党福建省纪律检查委员会
14. 中国共产党江西省纪律检查委员会
15. 中国共产党山东省纪律检查委员会
16. 中国共产党河南省纪律检查委员会
17. 中国共产党湖北省纪律检查委员会
18. 中国共产党湖南省纪律检查委员会
19. 中国共产党广东省纪律检查委员会
20. 中国共产党广西壮族自治区纪律检查委员会
21. 中国共产党海南省纪律检查委员会
22. 中国共产党重庆市纪律检查委员会
23. 中国共产党四川省纪律检查委员会
24. 中国共产党贵州省纪律检查委员会
25. 中国共产党云南省纪律检查委员会
26. 中国共产党西藏自治区纪律检查委员会
27. 中国共产党陕西省纪律检查委员会
28. 中国共产党甘肃省纪律检查委员会
29. 中国共产党青海省纪律检查委员会
30. 中国共产党宁夏回族自治区纪律检查委员会
31. 中国共产党新疆维吾尔自治区纪律检查委员会
32. 中国共产党新疆生产建设兵团纪律检查委员会